# Kais (distrito)
Kais é um distrito localizado na província de Khenchela, Argélia, e cuja capital é a cidade de mesmo nome, Kais. A população total do distrito era de 44 258 habitantes, em 2008.

## Comunas
O distrito é composto por três comunas:
- Kais
- Remila
- Taouzient